# Liste der Monuments historiques in Nogent-sur-Seine
Die Liste der Monuments historiques in Nogent-sur-Seine führt die Monuments historiques in der französischen Gemeinde Nogent-sur-Seine auf.

## Liste der Immobilien
| Bezeichnung                                | Beschreibung | Standort                                                 | Kennzeichnung | Schutzstatus | Datum | Bild           |
| ------------------------------------------ | --- | -------------------------------------------------------- | ------------- | ------------ | ----- | -------------- |
| Gerichtsgebäude mit Gefängnis              | 1823 erbaut, am Platz des Kapuzinerklosters von 1639; mit Wärterhaus, Hofflächen und Umfassungsmauern               | 2 rue des Capucins (Lage)                                | PA10000034    | Inscrit      | 2015  |                |
| Brücken der königlichen Straße Paris–Basel | um 1743 erbaut; sechs von ursprünglich acht Brücken, vier davon auf dem Gebiet von Le Mériot, sowie ein Meilenstein | nordwestlich der Stadt im Zuge der heutigen D 919 (Lage) | PA10000005    | Inscrit      | 1996  |                |
| Pavillon Henri IV.                         | Fachwerkanwesen, zweite Hälfte des 16. Jahrhunderts                                                                 | 15 ancienne route de Villenauxe (Lage)                   | PA00078173    | Classé       | 1932  | weitere Bilder |
| Kirche St-Laurent                          | aus dem 15. und 16. Jahrhundert                                                                                     | Place de l’Église (Lage)                                 | PA00078171    | Classé       | 1908  | weitere Bilder |
| Auditorium                                 | aus dem 16. Jahrhundert                                                                                             | 4 rue de l’Auditoire (Lage)                              | PA00078170    | Inscrit      | 1928  |                |
| Monument aux Morts                         | 1921 errichtet, Bildhauer Alfred Boucher                                                                            | Place d’Armes (Lage)                                     | PA10000029    | Inscrit      | 2011  |                |
| Wohnhaus                                   | Portal, 18. Jahrhundert                                                                                             | 5 rue Saint-Epoing (Lage)                                | PA00078172    | Inscrit      | 1921  |                |

## Liste der Objekte
| Bezeichnung                                                        | Beschreibung | Standort                        | Kennzeichnung | Schutzstatus | Datum     | Bild           |
| ------------------------------------------------------------------ | --- | ------------------------------- | ------------- | ------------ | --------- | -------------- |
| Skulptur Heiliger Rochus                                           | Gips, zweite Hälfte des 19. Jahrhunderts, von Joseph Marius Ramus                                               | in der Kirche St-Laurent (Lage) | PM10004949    | Classé       | 2006      |                |
| Gemälde Der Tod des Mose                                           | Ölfarbe auf Leinwand, um 1892/93, von Eugenia Teixeira                                                          | in der Kirche St-Laurent (Lage) | PM10004956    | Classé       | 2006      |                |
| Gefallenengedächtnis (1)                                           | Theatermalerei; Ölfarbe auf Leinwand, Holz, Pappe, um 1920, von Henri Coulon; möglicherweise mit älteren Teilen | in der Kirche St-Laurent (Lage) | PM10005204    | Classé       | 2015      |                |
| Gemälde Flucht aus Ägypten                                         | Ölfarbe auf Leinwand, 1837 von Eugène Devéria                                                                   | in der Kirche St-Laurent (Lage) | PM10001403    | Classé       | 1907      |                |
| Gemälde Bekehrung der Maria Magdalena                              | Ölfarbe auf Leinwand, 1844 von Auguste Glaize                                                                   | in der Kirche St-Laurent (Lage) | PM10001404    | Classé       | 1907      |                |
| Gemälde Christus zwischen zwei Aposteln                            | Ölfarbe auf Holz, Holzrahmen, 1648; nach Karel van Mander                                                       | in der Kirche St-Laurent (Lage) | PM10001416    | Classé       | 1984      |                |
| Skulptur Madonna mit Kind (1)                                      | Holz, 16. Jahrhundert; Verbleib unbekannt                                                                       | in der Kirche St-Laurent (Lage) | PM10004171    | Inscrit      | 1985      |                |
| Gemälde Kreuzigung (1)                                             | Ölfarbe auf Leinwand, 17. Jahrhundert                                                                           | in der Kirche St-Laurent (Lage) | PM10004173    | Inscrit      | 1985      |                |
| Pietà                                                              | Gips, 1894 von Alfred Boucher                                                                                   | in der Kirche St-Laurent (Lage) | PM10004950    | Classé       | 2006      |                |
| Kruzifix                                                           | Holz, Anfang des 20. Jahrhunderts, von Alfred Boucher                                                           | in der Kirche St-Laurent (Lage) | PM10004954    | Classé       | 2006      |                |
| Monstranz                                                          | Silber, vergoldet, Mitte des 19. Jahrhunderts, von Jean-Philippe Adolphe Dejean; in der Mairie deponiert        | in der Kirche St-Laurent (Lage) | PM10004167    | Inscrit      | 2001      |                |
| Skulptur Heilige Genoveva                                          | Marmor, 17. Jahrhundert; aus dem Schlosspark von Pont-sur-Seine, mehrfach umgearbeitet                          | in der Kirche St-Laurent (Lage) | PM10004168    | Inscrit      | 1985      |                |
| Gemälde Kreuzigung (2)                                             | Ölfarbe auf Leinwand, Holzrahmen, 18. Jahrhundert; in der Mairie deponiert                                      | in der Kirche St-Laurent (Lage) | PM10004172    | Inscrit      | 2001      |                |
| Gemälde Mariä Heimsuchung                                          | Ölfarbe auf Leinwand, um 1600; nach Sebastiano del Piombo                                                       | in der Kirche St-Laurent (Lage) | PM10004177    | Inscrit      | 1985      |                |
| Gemälde Heilige Familie mit Lilie (1)                              | Ölfarbe auf Leinwand, erste Hälfte des 17. Jahrhunderts, Jacques Stella zugeschrieben                           | in der Kirche St-Laurent (Lage) | PM10004959    | Classé       | 2007      |                |
| Gefallenengedächtnis (2)                                           | Holz, bemalt, 1920                                                                                              | in der Mairie (Lage)            | PM10005215    | Inscrit      | 2013      |                |
| Grabstein für Valentine Baillon und Louise de Bernard              | Kalkstein, Marmor, bezeichnet 1624                                                                              | in der Kirche St-Laurent (Lage) | PM10001397    | Classé       | 1907      |                |
| Gemälde Martyrium des heiligen Laurentius                          | Ölfarbe auf Leinwand, 17. Jahrhundert, Eustache Le Sueur zugeschrieben                                          | in der Kirche St-Laurent (Lage) | PM10001402    | Classé       | 1907      |                |
| Gemälde Christi Geburt                                             | Ölfarbe auf Leinwand, um 1600, von Nicolas Baullery                                                             | in der Kirche St-Laurent (Lage) | PM10001413    | Classé       | 1972      |                |
| Buntglasfenster                                                    | aus dem 16. Jahrhundert                                                                                         | im Hospital (Lage)              | PM10001414    | Classé       | 1913      |                |
| Gemälde Marienerscheinung des heiligen Benedikts                   | Ölfarbe auf Leinwand, Holzrahmen, Anfang des 17. Jahrhunderts                                                   | in der Kirche St-Laurent (Lage) | PM10001420    | Classé       | 1984      |                |
| Skulptur Madonna mit Kind (2)                                      | Kalkstein, farbig gefasst, 15. Jahrhundert                                                                      | in der Kirche St-Laurent (Lage) | PM10001405    | Classé       | 1913      |                |
| Skulptur Johannesknabe                                             | Gips, 1863 von Paul Dubois                                                                                      | in der Kirche St-Laurent (Lage) | PM10004952    | Classé       | 2006      |                |
| Gemälde Heilige Familie mit Lilie (2)                              | Ölfarbe auf Leinwand, 17. oder 19. Jahrhundert; Kopie nach Jacques Stella; in der Mairie deponiert              | in der Kirche St-Laurent (Lage) | PM10004175    | Inscrit      | 2001      |                |
| Drei Glocken                                                       | Bronze, 1559 gegossen                                                                                           | in der Kirche St-Laurent (Lage) | PM10001400    | Classé       | 1907      |                |
| Orgel                                                              | Ensemble aus PM10001401 und PM10001411                                                                          | in der Kirche St-Laurent (Lage) | PM10004987    | Classé       | 1907 1965 | weitere Bilder |
| Orgelprospekt und -empore                                          | 1587 gebaut | in der Kirche St-Laurent (Lage) | PM10001401    | Classé       | 1907      |                |
| Instrumentalteil der Orgel                                         | um 1735 von François Mangin gebaut, Positiv 1768 von Adrien Lépine und Joseph Isnard                            | in der Kirche St-Laurent (Lage) | PM10001411    | Classé       | 1965      |                |
| Gemälde Vision des heiligen Franziskus von Assisi                  | Ölfarbe auf Leinwand, 17. Jahrhundert; nach Bartolomé Esteban Murillo                                           | in der Kirche St-Laurent (Lage) | PM10001422    | Classé       | 1984      |                |
| Grabstein für Hance de la Rue                                      | Kalkstein, bezeichnet 1552                                                                                      | in der Kirche St-Laurent (Lage) | PM10001395    | Classé       | 1900      |                |
| Relief Marienlitaneien                                             | Kalkstein, farbig gefasst, 16. Jahrhundert                                                                      | in der Kirche St-Laurent (Lage) | PM10001396    | Classé       | 1900      |                |
| Grabstein für die Kinder von Antoine de Rocheret                   | Kalkstein, 16. Jahrhundert                                                                                      | in der Kirche St-Laurent (Lage) | PM10001398    | Classé       | 1907      |                |
| Skulptur einer knienden Heiligen                                   | Marmor, 16. Jahrhundert; in der Mairie deponiert                                                                | in der Kirche St-Laurent (Lage) | PM10001406    | Classé       | 1913      |                |
| Gemälde Darstellung des Herrn                                      | Ölfarbe auf Leinwand, 17. oder 18. Jahrhundert                                                                  | im Musée Camille Claudel (Lage) | PM10001410    | Classé       | 1958      |                |
| Relief Noli me tangere                                             | Kalkstein, Holz, 15. und 16. Jahrhundert                                                                        | in der Kirche St-Laurent (Lage) | PM10001412    | Classé       | 1970      |                |
| Zwei Glocken                                                       | Bronze, 1583 und 1588 gegossen                                                                                  | im Hospital (Lage)              | PM10001415    | Classé       | 1913      |                |
| Gemälde Innozenz von Caltagirone                                   | Ölfarbe auf Leinwand, 1676                                                                                      | in der Kirche St-Laurent (Lage) | PM10001417    | Classé       | 1984      |                |
| Gemälde Heiliger Hieronymus                                        | Ölfarbe auf Leinwand, 17. Jahrhundert, von Giovanni Francesco Barbieri                                          | in der Kirche St-Laurent (Lage) | PM10001418    | Classé       | 1984      |                |
| Gemälde Heiliger Bruno                                             | Ölfarbe auf Leinwand, 17. Jahrhundert; nach Pier Francesco Mola; in der Mairie deponiert                        | in der Kirche St-Laurent (Lage) | PM10001419    | Classé       | 1984      |                |
| Gemälde Jesus am Ölberg                                            | Ölfarbe auf Leinwand, 17. Jahrhundert; in der Mairie deponiert                                                  | in der Kirche St-Laurent (Lage) | PM10004179    | Inscrit      | 1984      |                |
| Gemälde Beweinung Christi                                          | Ölfarbe auf Leinwand, 17. Jahrhundert; nach Nicolas Poussin                                                     | in der Kirche St-Laurent (Lage) | PM10004170    | Inscrit      | 1985      |                |
| Gemälde Heiliger Franziskus                                        | Ölfarbe auf Leinwand, Holzrahmen, 17. Jahrhundert                                                               | in der Kirche St-Laurent (Lage) | PM10004176    | Inscrit      | 2001      |                |
| Gemälde Der heilige Nikolaus und die drei Jungfrauen               | Ölfarbe auf Leinwand, Ende des 17. Jahrhunderts                                                                 | in der Kirche St-Laurent (Lage) | PM10004178    | Inscrit      | 1984      |                |
| Skulptur Heiliger LAurentius                                       | Gips, zweite Hälfte des 19. Jahrhunderts, von Joseph Marius Ramus                                               | in der Kirche St-Laurent (Lage) | PM10004951    | Classé       | 2006      |                |
| Skulptur Madonna mit Kind (3)                                      | Gips, 1866 von Paul Dubois                                                                                      | in der Kirche St-Laurent (Lage) | PM10004953    | Classé       | 2006      |                |
| Bauinschrift                                                       | Kalkstein, bezeichnet 1551                                                                                      | in der Kirche St-Laurent (Lage) | PM10001394    | Classé       | 1900      |                |
| Grabstein für Guillaume Migault, Jeanne Pougeaoise und ihre Kinder | Marmor, 16. Jahrhundert                                                                                         | in der Kirche St-Laurent (Lage) | PM10001399    | Classé       | 1907      |                |
| Nikolausretabel                                                    | Kalkstein, farbig gefasst, erste Hälfte des 16. Jahrhunderts                                                    | in der Kirche St-Laurent (Lage) | PM10001407    | Classé       | 1913      |                |
| Zwei Osterleuchter                                                 | Holz, bemalt und vergoldet, 18. Jahrhundert                                                                     | in der Kirche St-Laurent (Lage) | PM10001408    | Classé       | 1913      |                |
| Gemälde Triumphzug Mariens                                         | Ölfarbe auf Leinwand, 16. oder 17. Jahrhundert                                                                  | in der Kirche St-Laurent (Lage) | PM10001409    | Classé       | 1956      |                |
| Gemälde Heilige Familie                                            | Ölfarbe auf Leinwand, 17. Jahrhundert; nach Francesco Albani                                                    | in der Kirche St-Laurent (Lage) | PM10001421    | Classé       | 1984      |                |
| Gemälde Johannesknabe                                              | Ölfarbe auf Leinwand, Holzrahmen, 18. Jahrhundert                                                               | in der Kirche St-Laurent (Lage) | PM10001423    | Classé       | 1984      |                |